# بخش بلگرانو (سانتیاگو دل استرو)
بخش بلگرانو (به اسپانیایی: Departamento Belgrano) یک منطقهٔ مسکونی در آرژانتین است که در استان سانتیاگو دل استرو واقع شده‌است. بخش بلگرانو ۳٬۳۱۴ کیلومتر مربع مساحت و ۹٬۲۴۳ نفر جمعیت دارد.